# Eleição municipal de Petrolina em 1976
A eleição municipal de Petrolina em 1976 ocorreu em 15 de novembro do mesmo ano, em turno único, para eleger o prefeito, vice-prefeito e vereadores que administrariam a cidade. O então prefeito era Geraldo Coelho (ARENA) que foi eleito na eleição em 1972, seu mandato terminou em 31 de janeiro de 1977. Diniz Cavalcanti (ARENA) foi eleito prefeito de Petrolina. A próxima eleição deveria ocorrer em 1980 mas com a prorrogação do mandato pelo Pacote de Abril, o próximo prefeito  só viria a ser eleito na  eleição municipal de Petrolina em 1982.

## Candidatos a Prefeito de Petrolina
|  | Candidatos a Prefeito           | Candidatos a Vice-Prefeito | Partido |
|  | ------------------------------- | -------------------------- | ------- |
|  | Diniz de Sá Cavalcanti          | Lauriano Alves Correia     | Arena   |
|  | José Walter Lubarino dos Santos | Raimundo Reis de Macedo    | MDB     |

## Resultados

### Prefeitos
| Candidato                       | Candidato Vice          | 1º Turno 15 de novembro de 1976 | 1º Turno 15 de novembro de 1976 |
| Candidato                       | Candidato Vice          | Votação                         | Votação                         |
| Candidato                       | Candidato Vice          | Total                           | Porcentagem                     |
| ------------------------------- | ----------------------- | ------------------------------- | ------------------------------- |
| ￼Diniz de Sá Cavalcanti         | Lauriano Alves Correia  | 12.255                          | 68,48%                          |
| José Walter Lubarino dos Santos | Raimundo Reis de Macedo | 5.641                           | 31,52%                          |
| Total de votos válidos          | Total de votos válidos  | 30.060                          | 100%                            |
| Votos apurados                  |                         |                                 |                                 |
| Votos Válidos                   | Votos Válidos           | 17.896                          | 95.7%                           |
| Votos Brancos                   | Votos Brancos           | 525                             | 2.8%                            |
| Votos Nulos                     | Votos Nulos             | 281                             | 1.5%                            |
| Total votos Apurados            | Total votos Apurados    | 18.702                          | 100%                            |
| Comparecimento                  | Comparecimento          | 18.702                          | 74.6%                           |
| Abstenção                       | Abstenção               | 6.384                           | 25.4%                           |
| Total de eleitores              | Total de eleitores      | 25.086                          | 100%                            |
| Eleito(a)                       |                         |                                 |                                 |

| Partido | Partido | Candidato                       | Votos  | Votos (%) |
| ------- | ------- | ------------------------------- | ------ | --------- |
|         | Arena   | Diniz de Sá Cavalcanti          | 12 255 | 68,48%    |
|         | MDB     | José Walter Lubarino dos Santos | 5 641  | 31,52%    |
| Totais  | Totais  | Totais                          | 17 896 |           |

### Vereadores
|   | Vereadores Eleitos em 1976          |
| - | ----------------------------------- |
| 1 | Simão Amorim Durando                |
| 2 | Geraldo Teixeira Coelho             |
| 3 | Eurico de Sá Cavalcanti (Leãozinho) |
| 4 | Emanuel Alirio Nunes Brandão        |
| 5 | Juarez Coelho de Amorim             |
| 6 | Miguel Antonio de Amorim            |
| 7 | José Olimpio Rodirgues              |
| 8 | Jeconias José dos Santos            |
| 9 | Rui Amorim                          |
|   | Maria Maga Liberiana Silva          |